# Zamach na hotel Serena w Kabulu (2014)
Zamach na Kabul Serena Hotel – masowa strzelanina w restauracji Serena Hotel w Kabulu w Afganistanie. Doszło do niej 20 marca 2014. Za zamach odpowiadają Talibowie. Czterech nastolatków wtargnęło do hotelowej restauracji, otwierając ogień i wywołując trzygodzinne starcie z afgańskimi siłami bezpieczeństwa. Dziewięć osób zginęło, w tym pięcioro Afgańczyków i czworo obcokrajowców. Wśród ofiar znalazła się paragwajska dyplomatka, która była w kraju obserwatorką nadchodzących wyborów prezydenckich. Afgańskie władze oświadczyły, że wśród ofiar śmiertelnych były cztery kobiety i dwoje dzieci. Także ochroniarze hotelu zostali ranni podczas napaści.
W zamachu na ten sam hotel w 2008 roku zginęło 7 osób. Za zamach w 2008 również odpowiadają Talibowie.

## Zamach
Czterech nastolatków zabiło w hotelowej restauracji dziewięć osób. Podczas walki z policją zginęło czterech zamachowców.

### Ofiary
Ofiary śmiertelne to: dwie kobiety z Kanady, dwóch Banglijczyków, mężczyzna z obywatelstwem bangladejskim i amerykańskim, kobieta z Nowej Zelandii, czterech Afgańczyków i kobieta z Paragwaju.

### Sprawcy
Za zamach odpowiadają Talibowie.